# Pedicularis elata
Pedicularis elata là loài thực vật có hoa thuộc họ Cỏ chổi. Loài này được Willd. mô tả khoa học đầu tiên năm 1800.